# Pan-European Pipeline
Il Pan-European Pipeline (PEOP) è un oleodotto che prevede il collegamento dal porto romeno di Costanza, sul Mar Nero, l'attraversamento della Serbia (Pančevo), della Croazia (Castelmuschio, vicino Fiume), poi la Slovenia fino a Trieste (Italia).
Trieste sarebbe il termine dell'oleodotto. Da questa località avverrebbe poi il collegamento alla rete di trasporto del greggio verso il nord, il Trans Alpine Line (TAL), per servire Austria, Germania, Repubblica Ceca.
Il progetto, nato nel 2002, non ancora iniziato al maggio 2008, dovrebbe costare fra i 2,5 e i 3,8 miliardi di euro per un totale di 1319 chilometri di condutture, e trasportare 60-90 milioni di tonnellate di greggio all'anno.
L'oleodotto consentirà di bypassare il territorio della Turchia per i rifornimenti provenienti dal Mar Caspio e dalla Russia, e di ridurre la dipendenza energetica da quest'ultima, facilitando il passaggio del greggio estratto in Kazakistan, Uzbekistan e Turkmenistan. Permetterà di ridurre l'impatto ecologico legato al passaggio di 200-250 petroliere all'anno nel Bosforo e di circa 100 nel mare Adriatico.
Il 4 aprile 2007, durante un forum sull'energia a Zagabria, è stato firmato un memorandum d'intesa fra Croazia, Italia, Romania, Serbia e Slovenia.